# Glenn Strange
Pour les articles homonymes, voir Strange.

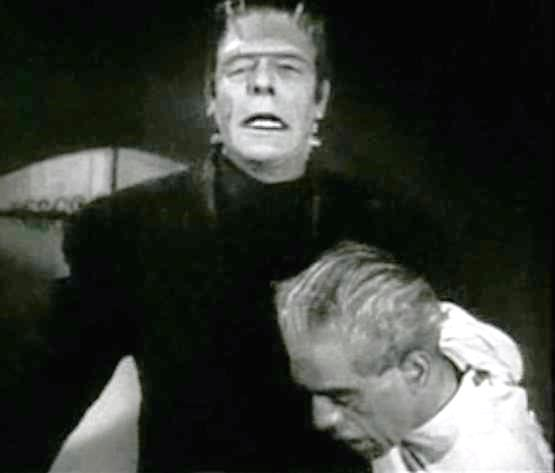
Glenn Strange dans le rôle du monstre de Frankenstein, en compagnie de Boris Karloff, dans une scène de La Maison de Frankenstein.

Glenn Strange est un acteur américain né le 16 août 1899 à Weed (en) (Territoire du Nouveau-Mexique) et mort le 20 septembre 1973 à Los Angeles.

## Biographie
Glenn Strange, fils d'un propriétaire de ranch, grandit dans l'ouest du Texas. Il débute comme musicien avant d'entamer une carrière d'acteur de seconds rôles, apparaissant notamment dans de nombreux westerns. En 1944, sa haute taille et la forme de son visage, adaptée au maquillage conçu par Jack Pierce - lui valent de reprendre le rôle du monstre de Frankenstein dans La Maison de Frankenstein, produit par Universal. Sur ce film, il bénéficie de l'aide de Boris Karloff, l'interprète original du rôle, qui joue cette fois un autre personnage, et qui accepte de conseiller son successeur. Glenn Strange joue à nouveau la créature dans La Maison de Dracula (1945) puis dans la parodie Abbott et Costello contre Frankenstein. Dans les années qui suivent, il fait de nombreuses autres apparitions dans le rôle du monstre, non plus dans des films mais dans des sketches comiques réalisés pour la télévision que dans des publicités. Il devient, dans l'esprit du public américain, si associé au personnage du monstre de Frankenstein qu'en 1969, le New York Times accompagne par erreur la nécrologie de Boris Karloff d'une photo de Glenn Strange en costume de monstre.

## Filmographie

### Années 1930
- 1930 : The Mounted Stranger (en) d'Arthur Rosson : Cowhand playing harmonica
- 1931 : Wild Horse de Richard Thorpe : Cowboy who refuses to ride
- 1931 : Hard Hombre (en) d'Otto Brower : Cattleman In Plaid Shirt
- 1931 : Border Law (en) de Louis King : Barfly
- 1931 : Shotgun Pass (en) de J. P. McGowan : Pee Wee
- 1931 : The Guilty Generation de Rowland V. Lee : Hood
- 1931 : The Fighting Marshal (en) de D. Ross Lederman : Barfly
- 1931 : Le ranch de la terreur (en) (Range Feud) de D. Ross Lederman : Cowhand Slim
- 1932 : The Gay Buckaroo (en) de Phil Rosen : Cowhand
- 1932 : Seul contre tous (en) (Single-Handed Sanders) de Charles A. Post : Gang leader
- 1932 : Texas Cyclone de D. Ross Lederman : Cowboy from Texas
- 1932 : Texas Tornado (en) d'Oliver Drake : Rustler
- 1932 : Riders of the Desert (en) de Robert N. Bradbury : Singing Ranger
- 1932 : The Riding Tornado (en) de D. Ross Lederman : Carson cowhand
- 1932 : A Man's Land (en)  de Phil Rosen : Ranch hand
- 1932 : Hello Trouble (en) de Charley Chase : Cowhand
- 1932 : The Hurricane Express de J. P. McGowan et Armand Schaefer : Henchman Jim
- 1932 : Duke le rebelle (Ride Him, Cowboy) de Fred Allen : Homme de main du "Rapace"
- 1932 : McKenna of the Mounted (en) de D. Ross Lederman : Henchman / Mountie constable
- 1932 : Fighting for Justice (en) d'Otto Brower : Cowhand
- 1932 : La Grande Panique (The Big Stampede) de Tenny Wright : Cowhand
- 1932 : Cowboy Counsellor (en) de George Melford : Stage Driver
- 1932 : Sundown Rider (en) de Lambert Hillyer : Shorty
- 1933 : Silent Men (en) de D. Ross Lederman : Cowhand
- 1933 : Whirlwind (en) de D. Ross Lederman : Deputy
- 1933 : The Thrill Hunter (en) de George B. Seitz : Studio Western Extra
- 1933 : Frères dans la mort (Somewhere in Sonora) de Mack V. Wright : Henchman
- 1934 : Terreur dans la ville (The Star Packer) de Robert N. Bradbury : Loco Frank - Henchman
- 1934 : The Man from Hell (en) de Lewis D. Collins : Singer
- 1934 : Pals of the West de Robert Emmett Tansey : Deputy
- 1934 : Le Démon noir (en) (Law of the Wild) de B. Reeves Eason et Armand Schaefer : Townsman
- 1935 : Five Bad Men (en) de Clifford Smith : Radio Buckaroo
- 1935 : Cyclone of the Saddle (en) d'Elmer Clifton : Singer
- 1935 : Border Vengeance (en) de Ray Heinz : Cowhand
- 1935 : Hard Rock Harrigan (en) de David Howard : Worker
- 1935 : Les Loups du désert (Westward Ho) de Robert N. Bradbury : Carter (singing rider)
- 1935 : His Fighting Blood (en) de John English : Singing Constable
- 1935 : La Frontière impitoyable (The New Frontier) de Carl Pierson : Norton
- 1935 : Moonlight on the Prairie de D. Ross Lederman : Stew-Bum (henchman with Pete)
- 1935 : Lawless Range de Robert N. Bradbury : Burns' Henchman
- 1935 : Gallant Defender (en) de David Selman (en) : Nester
- 1935 : The Law of the 45's (en) de John P. McCarthy : Monte (Hayden Wrangler)
- 1935 : Singing Fireman
- 1935 : Lawless Riders (en) de Spencer Gordon Bennet : Barfly / Musician
- 1935 : Sunset of Power (en) de Ray Taylor : Cowhand
- 1936 : Flash Gordon (serial) de Frederick Stephani et Ray Taylor
- 1936 : Avenging Waters (en) de Spencer Gordon Bennet : Henchman Jake
- 1936 : The Cattle Thief (en) de Spencer Gordon Bennet : Henchman
- 1936 : The Fugitive Sheriff (en) de Spencer Gordon Bennet : Man at trial
- 1936 : Sur la piste de l'Ouest (en) (Trailin' West) de Noel M. Smith : Tim - Henchman / Trooper
- 1936 : A Tenderfoot Goes West de  Maurice G. O'Neill : Singing Cowhand
- 1936 : The Sunday Round-Up de William Clemens : Master of Ceremonies
- 1936 : California Mail (en) de Noel M. Smith : Bud
- 1936 : Song of the Gringo (en) de John P. McCarthy : Blackie
- 1937 : Guns of the Pecos (en) de Noel M. Smith : Wedding Groom / Rustler
- 1937 : Arizona Days (en) de John English : Pete
- 1937 : Trouble in Texas de Robert N. Bradbury : Middleton Sheriff
- 1937 : Land Beyond the Law (en) de B. Reeves Eason : 'Bandy' Malarkey
- 1937 : Hittin' the Trail (en) de Robert N. Bradbury : Posse Rider
- 1937 : Two Gun Law (en) Leon Barsha (en) : Man in ambush posse
- 1937 : Les conquérants de l'Ouest (en) (The Cherokee Strip) de Noel M. Smith : Harry, Fiddle Player and Band Leader
- 1937 : The Fighting Texan (en) de Charles Abbott : Brand-changing henchman
- 1937 : Voleurs d'or (en) (Blazing Sixes) de Noel M. Smith : Peewee Jones
- 1937 : Mountain Music (en) : Singing Hillbilly
- 1937 : Crime au Far West (en) (Empty Holsters) de B. Reeves Eason : Tex Roberts
- 1937 : Riders of the Dawn de Robert N. Bradbury : Posse Member
- 1937 : The Devil's Saddle Legion (en) de Bobby Connolly : Pewee Rennie
- 1937 : God's Country and the Man (en) de John P. McCarthy : shérif Joe
- 1937 : Stars Over Arizona (en) de Robert N. Bradbury : Bruce Cole
- 1937 : Law for Tombstone (en)  de Buck Jones et B. Reeves Eason : Henchman Pecos
- 1937 : Danger Valley (en) de Robert N. Bradbury: marshal Davis
- 1937 : Courage de cow-boy (en) (Courage of the West) de Joseph H. Lewis : Ranger / Singer
- 1937 : Le Testament du capitaine Drew (Adventure's End) d'Arthur Lubin : Barzeck
- 1937 : Singing Outlaw (en) de Joseph H. Lewis : Deputy Ed
- 1938 : The Spy Ring (en) de Joseph H. Lewis : The 'Champ', used to threaten Mayhew
- 1938 : Forbidden Valley (en) de Wyndham Gittens : Corlox
- 1938 : The Painted Trail (en) de Robert F. Hill : shérif Ed
- 1938 : Border Wolves (en) de Joseph H. Lewis : Deputy Joe O'Connell
- 1938 : State Police (en) de John Rawlins : Henchman Al
- 1938 : Flash Gordon's Trip to Mars (en) de Ford Beebe et Robert F. Hill : Ming's soldier, in flashback [Ch. 6]
- 1938 : The Last Stand (en) de Joseph H. Lewis : Henchman Joe
- 1938 : Call of the Rockies (en) d' Alan James : Henchman Kelso
- 1938 : Whirlwind Horseman (en)  de Robert Hill : Henchman Bull
- 1938 : Air Devils (en) de John Rawlins : Messenger
- 1938 : Six Shootin' Sheriff (en) de Harry L. Fraser : Kendal Henchman
- 1938 : Pride of the West (en) de Lesley Selander : Henchman at shack
- 1938 : Échappé de prison (Prison Break) d'Arthur Lubin
- 1938 : In Old Mexico (en) d'Edward D. Venturini: Henchman Burk
- 1938 : The Mexicali Kid (en) de Wallace Fox : Foreman Jed
- 1938 : Black Bandit (en) de George Waggner : Luke Johnson
- 1938 : The Mysterious Rider : Henchman Cramer
- 1938 : Guilty Trails (en)  de George Waggner : New Sheriff
- 1938 : Prairie Justice (en)  de George Waggner : Hank Haynes (Express Agent)
- 1938 : Gun Packer (en) de Wallace Fox : shérif
- 1938 : California Frontier (en) d'Elmer Clifton : Henchman Blackie
- 1938 : Ghost Town Riders (en)  de George Waggner : Henchman Tex
- 1939 : The Phantom Stage (en)  de George Waggner : shérif
- 1939 : Honor of the West (en)  de George Waggner : Deputy Sheriff Bat Morrison
- 1939 : Arizona Legion (en) de David Howard : Express Agent George Kirby
- 1939 : Les policiers de l'air (en) (Flying G-Men) de James W. Horne et Ray Taylor : Henchman
- 1939 : Ombre sur la piste (en) (Sunset Trail) de Lesley Selander
- 1939 : The Lone Ranger Rides Again de William Witney et John English : Raider Thorne
- 1939 : Rough Riders' Round-up (en) de  Joseph Kane : Boggs
- 1939 : Les Cavaliers de la nuit (The Night Riders) de George Sherman : Riverboat Gambler
- 1939 : Blue Montana Skies (en) de B. Reeves Eason : Bob Causer
- 1939 : Across the Plains (en) de Spencer Gordon Bennet : Jeff Masters
- 1939 : The Fighting Gringo : Rance Potter
- 1939 : Oklahoma Terror (en) de Spencer Gordon Bennet : Ross Haddon
- 1939 : Bataille rangée (en) (Range War)  de Lesley Selander : Sheriff
- 1939 : Cupid Rides the Range de Lou Brock[2] : Sheriff
- 1939 : Ride, Cowboy, Ride de George Amy : Breezy
- 1939 : La Loi de la Pampa (en) (Law of the Pampas) de Nate Watt : Henchman Slim (Schultz in credits)
- 1939 : Overland Mail (en) de Robert Hill : Sheriff Dawson
- 1939 : The Llano Kid (en) d'Edward Venturini : Henderson
- 1939 : Days of Jesse James (en) de Joseph Kane : Cole Younger

### Années 1940
- 1940 : Pioneer Days (en) de Harry S. Webb : Sheriff
- 1940 : Teddy, the Rough Rider de Ray Enright : Jim Rawlins
- 1940 : Rhythm of the Rio Grande (en) d'Albert Herman : Sheriff Hayes
- 1940 : L'Escadron noir (Dark Command) de Raoul Walsh : Tough Yankee #1
- 1940 : Covered Wagon Trails (en) de Raymond K. Johnson : Henchman Fletcher
- 1940 : Pals of the Silver Sage (en) d'Albert Herman : Vic Insley
- 1940 : Cowboy from Sundown (en) de Spencer Gordon Bennet : Bret Stockton
- 1940 : Land of the Six Guns de Raymond K. Johnson : Manny
- 1940 : Stage to Chino (en) d'Edward Killy : Henchman Bill Hoagland
- 1940 : Wyoming de Richard Thorpe : Bill Smalley (henchman)
- 1940 : Triple Justice (en) de  David Howard : Frank Wiley
- 1940 : Wagon Train (en) d'Edward Killy : Stagecoach Driver
- 1940 : Bar Buckaroos de     Lloyd French : Sheriff
- 1940 : Trois hommes du Texas (en) (Three Men from Texas) de Lesley Selander : Ben Stokes
- 1940 : The Fargo Kid (en) d'Edward Killy : Sheriff Dave
- 1940 : San Francisco Docks (en) d'Arthur Lubin : Mike
- 1941 : The Kid's Last Ride (en) de S. Roy Luby (en) : Bart Gill, aka Ike Breeden
- 1941 : Robbers of the Range (en) d'Edward Killy : (scènes supprimées)
- 1941 : Saddlemates (en) de Lester Orlebeck (en) : Little Bear
- 1941 : Les justiciers du désert (en) (Riders of Death Valley) de Ford Beebe et Ray Taylor : Tex, a Benton Rider
- 1941 : Fugitive Valley (en) de S. Roy Luby (en) : Gray
- 1941 : Terreur sur la ville (en) (Wide Open Town) de Lesley Selander : Henchman Ed Stark
- 1941 : Badlands of Dakota (en) d'Alfred E. Green : Bob Russell (McCall henchman)
- 1941 : Westward Ho-Hum de Clem Beauchamp
- 1941 : Billy the Kid Wanted (en) de Sam Newfield : Matt Brawley
- 1941 : The Bandit Trail (en) d'Edward Killy : Idaho (Red's prison pal)
- 1941 : The Driftin' Kid (en) de Robert Emmett Tansey : Jeff Payson
- 1941 : California or Bust (en) de Phil Rosen
- 1941 : Arizona Cyclone (en) de Joseph H. Lewis : Roy Jessup
- 1941 : Go West, Young Lady (en) de Frank R. Strayer : Townsman
- 1941 : Lone Star Law Men (en) de Robert Emmett Tansey : marshal Scott
- 1941 : Billy the Kid's Round-up (en)  de Sam Newfield : Vic Landreau
- 1941 : Dude Cowboy (en) de David Howard : Henchman Krinkle
- 1941 : Playmates de David Butler : Actor in Western Film
- 1942 : The Lone Rider and the Bandit (en) de Sam Newfield : Luke Miller
- 1942 : Western Mail (en) de Robert Emmett Tansey : shérif Big Bill Collins
- 1942 : Le Garde de la diligence (en) (Stagecoach Buckaroo) de Ray Taylor : Lead henchman
- 1942 : Raiders of the West (en)  de Sam Newfield : Hank Reynolds
- 1942 : Billy the Kid Trapped (en) de Sam Newfield : Boss Stanton
- 1942 : Sundown Jim de James Tinling : Henchman
- 1942 : Sunset on the Desert (en) de Joseph Kane : Deputy Louie
- 1942 : Rolling Down the Great Divide (en) de Sam Newfield : Joe Duncan
- 1942 : Boot Hill Bandits (en) de S. Roy Luby (en) : Maverick
- 1942 : Les Écumeurs (The Spoilers) de Ray Enright : Deputy
- 1942 : The Mad Monster (en) de Sam Newfield : Petro
- 1942 : Romance on the Range (en) de Joseph Kane : Stokes, Henchman
- 1942 : Down Texas Way (en) d'Howard Bretherton : Sheriff Trump
- 1942 : Danseuse de cabaret (Juke Girl) de Curtis Bernhardt : Man in Lynch Mob
- 1942 : Come on Danger (en) d'Edward Killy : Sloan (Ramsey henchman)
- 1942 : Troubles au Texas (en) (Texas Trouble Shooters) de S. Roy Luby (en) : Roger Denby
- 1942 : Bandit Ranger : Frank Curtis
- 1942 : Overland Stagecoach (en)  de Sam Newfield : Harlen Kent
- 1942 : La Tombe de la Momie (The Mummy's Tomb) de Harold Young : Man Riding Buckboard
- 1942 : Army Surgeon : Soldier having 'discussion' with Brooklyn
- 1942 : Beyond the Line of Duty : Cal
- 1942 : Little Joe, the Wrangler (en) de Lewis D. Collins : Banker Jeff Corey
- 1943 : The Kid Rides Again (en) de Sam Newfield : Henchman Tom Slade
- 1943 : Haunted Ranch (en) de Robert Emmett Tansey : Rance Austin
- 1943 : Wild Horse Stampede (en) d'Alan James : Henchman Tip
- 1943 : Mission à Moscou (Mission to Moscow) de Michael Curtiz : Southerner in Montage
- 1943 : Western Cyclone (en) de Sam Newfield : Dirk Randall
- 1943 : Convoi vers la Russie (Action in the North Atlantic) de Lloyd Bacon : Tex Mathews
- 1943 : Prairie Chickens : Henchman Glenn
- 1943 : Les Desperados (The Desperadoes) Charles Vidor : Lem - Jack's Gang Member
- 1943 : Le Corbeau noir (en) (The Black Raven) de Sam Newfield : Andy
- 1943 : Panique au Far-West (en) (Cattle Stampede) de  Sam Newfield : Boss Coulter
- 1943 : Black Market Rustlers (en) de S. Roy Luby (en) : Corbin (Gang Leader)
- 1943 : Le Cavalier du Kansas (The Kansan) de George Archainbaud : Second Gate Guard
- 1943 : Sur la piste d'Arizona (Arizona Trail) de Vernon Keays : Henchman Matt
- 1943 : The Return of the Rangers (en) d'Elmer Clifton : Frank Martin
- 1943 : Bullets and Saddles (en) d'Anthony Marshall : Jack Hammond
- 1943 : False Colors (en)  de George Archainbaud : Henchman Sonora
- 1943 : Death Valley Rangers (en) de Robert Emmett Tansey : The Marshal
- 1943 : La Loi du Far West (The Woman of the Town)  de  George Archainbaud : Walker
- 1944 : Knickerbocker Holiday de Harry Joe Brown : Big Muscle
- 1944 : Le Créateur de monstres (en) (The Monster Maker) de Sam Newfield : Steve
- 1944 : Valley of Vengeance (en) de Sam Newfield : marshal Barker
- 1944 : The Contender (en) de Sam Newfield : Biff Benham
- 1944 : Twilight on the Prairie (en) de Jean Yarbrough : Cowhand
- 1944 : Sonora Stagecoach (en) de Robert Emmett Tansey : Paul Kenton
- 1944 : Les Pillards de l'Arizona (Forty Thieves) de Lesley Selander : Ike Simmons
- 1944 : Silver City Kid (en) de John English : Henchman Garvey
- 1944 : The San Antonio Kid (en) d'Howard Bretherton : Frank 'Ace' Hanlon
- 1944 : Trail to Gunsight (en) de Vernon Keays (en) : Duke Ellis, Gang Leader
- 1944 : Alaska (en)  de George Archainbaud : Miner
- 1944 : Harmony Trail (en) de Robert Emmett Tansey : Marshal Taylor
- 1944 : La Maison de Frankenstein (House of Frankenstein) d'Erle C. Kenton : Frankenstein Monster
- 1944 : Caravane d'amour (Can't Help Singing) de Frank Ryan: Gunman
- 1945 : Renegades of the Rio Grande (en) d'Howard Bretherton : Bart Drummond
- 1945 : Bad Men of the Border : Sheriff Peters
- 1945 : L'Intrigante de Saratoga (Saratoga Trunk) de Sam Wood : Cowboy
- 1945 : La Maison de Dracula (House of Dracula) d'Erle C. Kenton : Frankenstein monster
- 1946 : Up Goes Maisie (en) de Harry Beaumont : Cop
- 1946 : La belle et le bandit (en)  (Beauty and the Bandit) de William Nigh : Sailor Bill (Cisco Rider)
- 1947 : Sinbad le marin (Sinbad the Sailor) de Richard Wallace : Chief Galley Overseer
- 1947 : Le Maître de la prairie (The Sea of Grass) (The Sea of Grass) d'Elia Kazan : Bill Roach, Brewton Ranch Hand
- 1947 : Les Démons de la liberté (Brute Force) de Jules Dassin : Tompkins
- 1947 : Wyoming (en) de Joseph Kane : Rustler
- 1947 : Heaven Only Knows (en) d'Albert S. Rogell
- 1947 : Deux Nigauds et leur veuve (The Wistful Widow of Wagon Gap) de Charles Barton : Lefty
- 1947 : The Fabulous Texan (en) d'Edward Ludwig : Owens
- 1948 : California Firebrand (en) de Philip Ford : Henchman in dress
- 1948 : La légion des braves (en) (The Gallant Legion) de Joseph Kane
- 1948 : Deux Nigauds contre Frankenstein (Bud Abbott Lou Costello Meet Frankenstein) de Charles Barton : The Frankenstein Monster
- 1948 : Mon héros (A Southern Yankee) d' Edward Sedgwick : Guerrilla raider in saloon
- 1948 : La Rivière rouge (Red River) d'Howard Hawks : Naylor
- 1949 : Rimfire (en) de B. Reeves Eason : Curt Calvin, Stagecoach Driver
- 1949 : Roll, Thunder, Roll! (en) de Lewis D. Collins : Ace Hanlon
- 1949 : La Belle Aventurière (The Gal Who Took the West) de Frederick de Cordova : O'Hara Cowhand
- 1949 : Master Minds (en) de Jean Yarbrough : Atlas the Monster

### Années 1950
- 1950 : Sur le territoire des Comanches (Comanche Territory) de George Sherman : Big Joe
- 1950 : Cœurs enflammés (Surrender) d'Allan Dwan : Deputy Lon
- 1951 : Double Crossbones de Charles Barton : Capt. Ben Avery
- 1951 : La Vallée de la vengeance (Vengeance Valley) de Richard Thorpe : Dave Alard
- 1951 : La Charge victorieuse (The Red Badge of Courage) de John Huston : colonel
- 1951 : Deux Nigauds chez les barbus (Comin' Round the Mountain) de Charles Lamont : Devil Dan Winfield
- 1951 : Carnaval au Texas (Texas Carnival) de Charles Walters : Tex Hodgkins
- 1951 : Une vedette disparaît (Callaway Went Thataway) de Melvin Frank et Norman Panama : Cowboy Actor on Saloon set
- 1952 : The Legend of the Lone Ranger (de) : Butch Cavendish
- 1952 : I Dream of Jeanie d'Allan Dwan : policier
- 1952 : Wagons West (en) de Ford Beebe : Joplin Marshal
- 1952 : Les Indomptables (The Lusty Men) de Nicholas Ray et Robert Parrish : Rig Ferris (foreman)
- 1952 : La Femme aux revolvers (Montana Belle) d'Allan Dwan : Deputy Baldy
- 1953 : Victime du destin de Raoul Walsh : Ben Hanley
- 1953 : Born to the Saddle (en) de William Beaudine : Tom Roper
- 1953 : L'aventure est à l'ouest (The Great Sioux Uprising) de Lloyd Bacon : général Stand Watie
- 1953 : La Nuit sauvage (Devil's Canyon) d'Alfred L. Werker : The Marshal, Prison Wagon Guard
- 1953 : Le Prince de Bagdad (The Veils of Bagdad) de George Sherman : cap. Mustapha
- 1953 : La Blonde du Far-West (Calamity Jane) de David Butler : Prospector
- 1953 : La Perle noire (All the Brothers Were Valiant) de Richard Thorpe : Chanty Man
- 1953 : Fort Bravo de John Sturges : Sgt. Compton
- 1954 : Jubilee Trail (it) de Joseph Kane : Tom Branders
- 1955 : The Lone Ranger Rides Again (TV) de  William Witney et John English : Butch cavindish
- 1955 : Colorado Saloon (The Road to Denver) de Joseph Kane : Big George
- 1955 : L'Homme du Kentucky (The Kentuckian) de Burt Lancaster : Drunk frontiersman with whip
- 1955 : Courage Indien (en) (The Vanishing American) de Joe Kane : Beleanth
- 1956 : Coup de fouet en retour (Backlash) de John Sturges : Millican, Stage Driver
- 1956 : La première balle tue (The Fastest Gun Alive) de Russell Rouse : Sheriff in Silver Rapids
- 1957 : The Halliday Brand (en) de Joseph H. Lewis : Townsman
- 1957 : The Last Stagecoach West (en) de Joseph Kane : Sheriff
- 1957 : Le Rock du bagne (Jailhouse Rock) de Richard Thorpe : Matt (convict)
- 1957 : Gunfire at Indian Gap (en) de Joseph Kane : Matt
- 1958 : Les Pillards du Kansas (Quantrill's Raiders) d'Edward Bernds : Todd
- 1958 : Terreur au Texas (Terror in a Texas Town)  de Joseph H. Lewis : Train Passenger
- 1959 : Ne tirez pas sur le bandit (Alias Jesse James) de Norman Z. McLeod : James - Gang member
- 1959 : Le Dernier Train de Gun Hill (Last Train from Gun Hill) de John Sturges : Gun Hill Saloon Bouncer